# Schmerz
Schmerz (Plural Schmerzen) ist eine komplexe Sinneswahrnehmung, die im Normalfall die Funktion eines Alarmsignals hat. In ihrer Stärke kann die Schmerzwahrnehmung bzw. das Schmerzgefühl von unangenehm bis unerträglich reichen. Chronischer Schmerz hat den Charakter eines Alarmsignales verloren und wird heute als ein eigenständiges Krankheitsbild (Chronisches Schmerzsyndrom) angesehen und behandelt.

## Etymologie und Synonyme
Der Ausdruck Schmerz, auch Weh genannt (von mittelhochdeutsch wē „Weh, Schmerz, Leid, Krankheit“; vergleiche auch „Wehe“), stammt über gleichfalls mittelhochdeutsch smërze von althochdeutsch smërzo ab und lässt sich auf die indogermanische Wurzel (s)mer(d)- („reiben, aufreiben, zerreiben“) zurückführen. Sinngleich sind niederländisch smerte, schwedisch smärta, westfriesisch smart (Letzteres bedeutet vor allem seelischen Schmerz, während der körperliche Schmerz durch pîn „Pein“, früher auch Wehtag genannt, ausgedrückt wird). Verwandte Wörter sind englisch smart (mittelenglisch smerte) „scharf, bitter“, altgriechisch σμερδαλέος, σμερδνός smerdaleos, smerdnos „schrecklich“, lateinisch mordere „beißen, kränken“, slawisch smrt (z. B. russisch смерть smert) und litauisch smertis „Tod“.
Das veraltete Wort Pein geht wie das Adjektiv peinlich zurück auf mittelhochdeutsch pīne, pīn und althochdeutsch pīna. Dieses stammt (wie das englische Wort pain und das französische Wort la peine) von lateinisch poena ab (mittellateinische Aussprache: pēna, dessen ē im Althochdeutschen zu ī geworden ist). Die wörtliche Übersetzung von poena, „Sühne, Strafe, Rache“, verweist auf subjektive Deutungen des Schmerzes. Beim primären Hyperparathyreoidismus fasst man die drei Hauptsymptome noch heute als „Stein-, Bein- und Magenpein“ zusammen für Nierensteinleiden, Knochenschmerzen und Magenschmerzen.
Medizinische Fachausdrücke sind auch Dolor (von lateinisch dolor) sowie aus dem Griechischen Algesie (Gegenwort: Analgesie), in Wortverbindungen -algie, -algesie (alle von altgriechisch ἄλγος algos „Schmerz“) oder -odynie (von οδύνη odyne „Schmerz“).

## Definition
Die International Association for the Study of Pain (IASP, Internationale Gesellschaft zur Erforschung des Schmerzes, deutsche Sektion: Deutsche Schmerzgesellschaft) definiert Schmerz folgendermaßen:

“An unpleasant sensory and emotional experience associated with, or resembling that associated with, actual or potential tissue damage.”

„Eine mit tatsächlicher oder möglicher Gewebeschädigung oder der Vorstellung einer solchen verbundene unangenehme Wahrnehmungs- und Gefühlserfahrung.“

## Stellung innerhalb der Sinneswahrnehmung
Das Schmerzempfinden (auch Schmerzsensibilität) ist eine Sinneswahrnehmung (Sinnesmodalität) als ein Teil der Körperwahrnehmung (somatoviszerale Sensibilität). Weitere Modalitäten sind die Empfindung mechanischer und thermischer Reize sowie der Muskelspannung und Gelenkstellung. Zur Sinneswahrnehmung gehören außerdem die Aufnahme, Weiterleitung und Verarbeitung weiterer körperbezogener (propriozeptiver) sowie chemischer Reize, woraus sich mangels Empfindung aber keine Sinnesmodalitäten ergeben. Innerhalb der Modalität Schmerz werden Sinnesqualitäten wie stechend, drückend oder brennend unterschieden.

## Nozizeption

### Aufnahme von Schmerzreizen

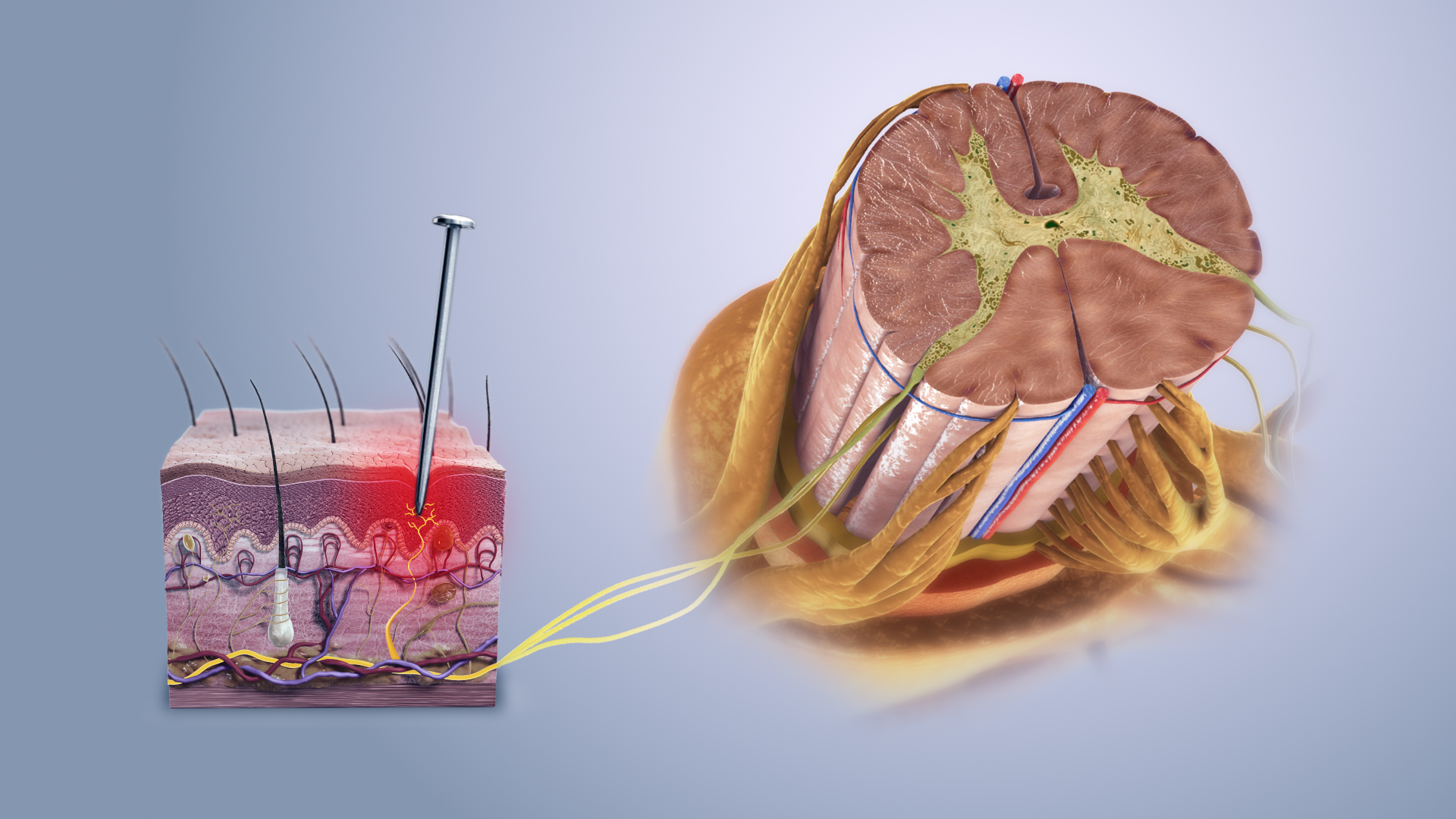
Erster Abschnitt der Schmerzleitung: hier von einer Hautstelle zum Rückenmark

Unter Nozizeption versteht man die Aufnahme von Schmerzreizen. Nozizeptoren (Schmerzempfänger) sind freie Endigungen von Nervenfasern, die den Schmerzreiz von Körperteilen (Peripherie) bis ins Rückenmark leiten. Nozizeptoren reagieren auf verschiedene Arten der Reizung:
- thermische (Hitze, Kälte)
- mechanische (z. B. Durchtrennung, starker Druck)

Die Empfindlichkeit und das Reaktionsmuster der Nozizeptoren ist sehr variabel. Beides wird beeinflusst durch eine Vielzahl von Botenstoffen außerhalb der Zellen, die durch Signale an der Zellmembran komplexe Schaltvorgänge innerhalb der Zellen auslösen. Durch diese Prozesse unterliegen Stärke, Dauer und Art der Schmerzempfindung (des Schmerzgefühls) bereits am Anfang der Schmerzleitung normalen oder auch krankhaften Anpassungen, die ihrerseits durch Medikamente ganz oder teilweise steuerbar sind.

### Periphere Sensitivierung
Periphere Sensitivierung nennt man Steigerung der Empfindlichkeit der Schmerzwahrnehmung durch Entzündungsprozesse an verletzten Stellen. Durch lokale Immunreaktionen kann Stärke und Dauer der Nervenaktivität, und somit des Schmerzes, zunehmen.

### Umschaltung im Rückenmark
Im Rückenmark werden die Signale der ersten Neuronen auf zweite Neuronen übertragen. Außerdem bestehen hier Verschaltungen, die Reflexreaktionen, wie etwa das Zurückziehen der Hand, auslösen. Die Prozesse der Umschaltung unterliegen komplexen Anpassungen. So kann eine verstärkte Erregung der Nozizeptoren etwa an der Haut oder einem inneren Organ hier im Rückenmark zu lang andauernden oder sogar chronischen Überaktivitäten führen, die dann die Ursache chronischer Schmerzen sein können. Dieser Effekt wird sekundäre Hyperalgesie (sekundäre Schmerzüberempfindlichkeit) oder auch zentrale Sensitivierung genannt.

### Schmerzhemmung durch absteigende Nervenbahnen
Damit in gefährlichen Situationen ein starker Schmerz nicht die allgemeine Handlungsfähigkeit (z. B. zur Flucht oder zur Verteidigung) behindert, gibt es eine körpereigene Schmerzverminderung. Sie hat ihren Ursprung in Zentren emotionaler Prozesse (Limbisches System). Von dort aus werden Kerngebiete im Hirnstamm (Periaquäduktales Grau, Raphe-Kerne, Locus caeruleus) aktiviert, die über absteigende (efferente) Nervenbahnen direkt die Signalübertragung in den aufsteigenden (afferenten) Nervenbahnen der Schmerzleitung (Schmerzbahnen) vermindern (bis hin zur völligen Blockade), und zwar im Bereich der Umschaltung vom ersten auf das zweite Neuron im Rückenmark. Die wichtigsten Signalstoffe (Neurotransmitter) in diesen Systemen der Schmerzminderung sind körpereigene Opioide (endogene Opioide). Zur Behandlung sehr starker Schmerzen kann ihre Wirkung durch medizinische Opioide nicht nur ersetzt, sondern sogar noch weit übertroffen werden.

### Verarbeitung im Gehirn
Die zweiten Neuronen der Schmerzbahnen leiten Signale in verschiedene Areale des Gehirns. Das Ergebnis der dortigen Prozesse führt am Ende zu einer bewussten Wahrnehmung von Schmerz sowie des Ortes im Körper, an dem er ausgelöst würde. Die Bewertung von Schmerzerlebnissen führt dann zu Reaktionen, wie Entfernung aus der Gefahrenzone, und zu Lernprozessen, die der Vermeidung künftiger Schmerzerlebnisse dienen können.
Anfang des 21. Jahrhunderts führten bildgebende Verfahren zu der Annahme, dass es im Gehirn Netzwerke („Pain Matrix“) gebe, die spezifisch auf Schmerz reagierten. Inzwischen ist diese Annahme überholt, unter anderem durch Testergebnisse bei Personen mit angeborener Schmerzunempfindlichkeit, die bei schmerztypischen Testreizen auf dem Handrücken – trotz fehlender Schmerzwahrnehmung – in den fraglichen Netzwerken die gleiche Aktivität zeigten wie Kontrollpersonen mit normaler Schmerzempfindung. Man geht heute davon aus, dass diese Netzwerke universaler und nicht spezifischer Natur sind.

## Einflüsse auf Schmerzempfindung
Schmerz ist eine Wahrnehmung, die nicht alleine von den neuronalen Signalen aus den Schmerznervenfasern an das Gehirn bestimmt wird. Schmerzempfinden ist auch, insbesondere bei chronischen Schmerzzuständen, von kognitiven Umständen geprägt, wie Kenntnissen, Einstellungen und Erwartungen. Auch die Konstitution von Gefühlen und Motivationen beeinflusst die Schmerzwahrnehmung.
Als Transmitter beteiligt an der Entstehung und Verarbeitung von Schmerzsignalen ist Stickstoffmonoxid (NO).
Wiederholt auftretende Schmerzen können zu intensiverem und längerem Schmerzempfinden führen, bedingt durch ein so genanntes Schmerzgedächtnis, durch welches die Schmerzschwelle herabgesetzt wird. Deshalb ist eine rechtzeitige und ausreichende Schmerzbehandlung von besonderer Bedeutung.

## Angeborene Schmerzunempfindlichkeit
Durch extrem seltene genetische Defekte kommt es vor, dass Menschen ihr Leben lang keinen Schmerz empfinden (kongenitale Analgesie). Da diesen Personen die Alarmfunktion von Schmerz fehlt, verletzen sie sich häufig und sterben oft vorzeitig. Für die Wissenschaft dagegen sind diese Fälle eine Goldgrube, da sie bereits erheblich zum Verständnis der Physiologie von Schmerz beigetragen haben. Sie haben auch zu neuen Möglichkeiten der Behandlung von Schmerz geführt. 2019 wurde in einer, von der American Pain Society in Auftrag gegebenen, Studie allerdings darauf hingewiesen, dass der Ausdruck „angeborene Schmerzunempfindlichkeit“ (congenital insensitivity to pain) streng genommen eine Fehlbenennung (misnomer) sei. Die korrekte Bezeichnung sei „angeborener Defekt der Nozizeptoren“ (congenital nociceptor deficiency).
Kongenitale Schmerzunempfindlichkeit ist sehr selten und kann, laut Orphanet, mitunter gemeinsam mit Neuropathien, schweren Intelligenzminderungen oder Hyperhidrose (übermäßiger Schweißproduktion) auftreten.

## Schmerzbeschreibung

### Qualität
Schmerzbeschreibungen lassen sich in affektive (ein Gefühl ausdrückend, z. B. quälend, marternd, lähmend, schrecklich, heftig) und sensorische (die Sinnesqualität betreffend: stechend, ziehend, zwickend, drückend, krampfartig, brennend oder nagend) Aspekte unterteilen. Der affektive Aspekt kann weiterhin in eine unmittelbare emotionale Komponente und eine emotionale Langzeitkomponente aufgeteilt werden. Der Arzt fragt diese im Patientengespräch ab und erhält so Hinweise auf Art und Ursache des Schmerzes.

### Charakteristika
- Der somatisch nozizeptive Schmerz ist hell, stechend, meist gut lokalisier- und abgrenzbar.
- Der viszeral nozizeptive Schmerz ist dumpf, drückend, kolikartig, schlecht lokalisier- und abgrenzbar.
- Der neuropathische Schmerz ist brennend, einschießend, nicht immer gut abgrenzbar und typischerweise mit Allodynie und Hyperalgesie verbunden.[28]

## Schmerzarten
Eine einheitliche Aufteilung von Schmerz nach Typen existiert nicht einmal ansatzweise, weder national noch international. Häufige Unterteilungen sind jedoch Nozizeptorschmerz und Neuropathischer Schmerz, sowie akuter und chronischer Schmerz.

### Mischform (Mixed Pain)
Das Mixed-Pain-Konzept ist seit 2004 eine weitverbreitete Arbeitshypothese. Es liegen bislang (Stand 2021) jedoch weder allgemein anerkannte Definitionen noch Nachweise zur Stützung der Hypothese vor. Sie beschreibt die Annahme, dass in manchen Fällen sowohl ein Nozizeptor- als auch ein neuropathischer Schmerz gleichzeitig in unterschiedlicher Ausprägung auftreten kann.

### Akuter und chronischer Schmerz
Bezüglich der Dauer kann Schmerz in akut und chronisch eingeteilt werden.
Akuter Schmerz ist ein zeitlich begrenzter Schmerz. Er hat den Charakter eines Warn- und Leitsignals, das auch wegweisend zur Diagnose der Ursache sein kann. Neben einer wirksamen Schmerztherapie ist die aus der Diagnose folgende Kausaltherapie entscheidend sowohl zur Behandlung der auslösenden Ursache als auch des Schmerzes.
Eine Form des akuten Schmerzes ist der so genannte Durchbruchschmerz (breakthrough pain), eine innerhalb von Minuten auftretende Schmerzzunahme bei Patienten, die an einem ansonsten ausreichend kontrollierten (etwa durch eine Dauermedikation mit Opioiden) Dauerschmerz leiden. Die Bezeichnung ist bei Krebspatienten etabliert, bei anderen Schmerzpatienten jedoch wegen des Risikos einer Übermedikation umstritten.
Chronischer Schmerz ist ein zeitlich länger andauernder Schmerz, wobei der genaue Zeitrahmen unterschiedlich definiert wurde, typischerweise drei bis zwölf Monate. Länger dauernde Schmerzen können sich in eine chronische Schmerzkrankheit (eigener Krankheitswert) entwickeln. Die Schmerzen haben dann ihre Leit- und Warnfunktion verloren. Diese Schmerzkrankheit ist neben den organischen auch durch die daraus folgenden psychosozialen Veränderungen definiert, die in die integrative Schmerzbehandlung einfließen müssen.
Chronische Schmerzen haben – im Gegensatz zu akuten – fast nie nur eine einzige auslösende oder unterhaltende Ursache, sie sind multikausal. Das schmerztherapeutische Behandlungskonzept orientiert sich folgerichtig am bio-psycho-sozialen Modell, womit allein schon deutlich wird, dass die einseitige Behandlung mit Schmerzmedikamenten alleine dem chronischen Schmerzpatienten nicht gerecht wird. Nach einer Meta-Analyse von 2016 zeigten psychologische Interventionen bei chronischen Schmerzen einen mäßigen Rückgang bei der Inanspruchnahme von Leistungen des Gesundheitssystems, aber keine signifikanten Rückgänge bei den Zeiten von Arbeitsausfällen und bei der Anwendung von Schmerzmedikation.
Als Beispiele seien bestimmte Kopf- und Rückenschmerzen (auch nach mehreren Operationen), Stumpf- und Phantomschmerzen, postzosterische Neuralgien, Trigeminusneuralgie, Krebsschmerzen, sympathisch unterhaltene, postoperative und posttraumatische Schmerzen genannt.

### Seelischer, psychischer, sozialer Schmerz
Bildgebende Verfahren deuten darauf hin, dass sich Gehirnareale mit verstärkter Aktivität bei „sozialen Schmerz“ (z. B. durch Trennung oder Verlust von Nahestehenden) teilweise mit Gehirnarealen verstärkter Aktivität bei körperlichem Schmerz überlappen. Die Interpretation dieser Beobachtungen ist jedoch umstritten, da die überlappenden Gehirnareale nicht spezifisch für Schmerz sind, sondern generell an vielen kognitiven und emotionalen Prozessen beteiligt sind. Das Gemeinsame von sozialem und körperlichem Schmerz könne daher z. B. schlicht eine erhöhte Aufmerksamkeit oder Anspannung sein.

## Begutachtung chronischer Schmerzen
Am 11. Januar 2018 wurde die Leitlinie der AWMF zur Ärztlichen Begutachtung von Menschen mit chronischen Schmerzen zuletzt aktualisiert. Die Begutachtung von Schmerzen ist eine interdisziplinäre ärztliche Aufgabe. Sie dient der Vereinheitlichung und Qualitätssicherung der Begutachtung bei Antragstellern einer Rente oder Entschädigung, die als Leitsymptom Schmerzen beklagen.
In der gutachtlichen Situation sind vereinfacht drei Kategorien von Schmerzen zu unterscheiden:
- Schmerz als Begleitsymptom einer körperlichen Störung mit den Untergruppen
  - „Übliche Schmerzen“ als Begleitsymptom einer körperlich fassbaren Erkrankung bzw. einer Nervenschädigung.
  - „Außergewöhnliche Schmerzen“ z. B. bei Stumpf- und Phantomschmerzen oder
  - im Rahmen eines „komplexen regionalen Schmerzsyndroms“ (CRPS).
- Körperlich zum Teil erklärbare Schmerzen mit psychischer Komorbidität als zahlenmäßig größte zur Begutachtung kommende Gruppe.
- Schmerz als Ausdruck einer primären psychischen Erkrankung insbesondere im Rahmen depressiver Störungen

Die gutachtliche Beurteilung beruht im Wesentlichen auf der Beantwortung von zwei Fragen:
- Sind die geklagten Schmerzen und die damit verbundenen Funktionsstörungen „ohne vernünftigen Zweifel“ nachweisbar („Konsistenzprüfung“)?
- Sind die nachgewiesenen Funktionsstörungen durch „zumutbare Willensanspannung“ wenigstens zum Teil überwindbar („Prüfung der willentlichen Steuerbarkeit“)?

Sind schmerzbedingte Funktionsstörungen nachgewiesen, hat der Sachverständige diese im Allgemeinen auch zu quantifizieren. Entsprechend den Kategorien chronischer Schmerzsyndrome ergeben sich dabei folgende Unterschiede:
- Schmerz als Begleitsymptom einer Gewebeschädigung oder -erkrankung.
- Schmerz bei Gewebeschädigung/-erkrankung mit psychischer Komorbidität.
- Schmerz als Leitsymptom einer psychischen Erkrankung.

Siehe auch Tübinger Bogen zur Erfassung von Schmerzverhalten

## Schmerz durch Folter
Durch Folter werden Schmerzen oder andere Leiden gezielt und gewaltsam Menschen zugefügt. Folter ist weltweit geächtet, wird aber praktiziert. Durch Folter können chronische Schmerzen ausgelöst werden.

## Geschlechterunterschiede bei der Schmerzwahrnehmung
Obwohl die Mehrheit der Schmerzpatienten Frauen sind, stammte traditionell die große Masse der Daten zur Schmerzphysiologie von männlichen Nagetieren. Seit in jüngerer Zeit dieses Ungleichgewicht zunehmend durchbrochen wurde, wurde immer klarer, dass es stabile Geschlechtsunterschiede bei der Schmerzverarbeitung sowohl bei Nagetieren als auch bei Menschen gibt. Dies betrifft genetische, molekulare, zelluläre und systemische Vorgänge.
Die genauen Zusammenhänge sind äußerst vielschichtig, und Aussagen über Einflüsse von Geschlechtshormonen und geschlechtsspezifischen Immunantworten können (Stand 2021) nur als vorläufig angesehen werden.

## Kosten
Die jährlichen Kosten von Schmerz für das Gesundheitswesen und durch Arbeitsausfälle sind größer als die Kosten anderer Einzelposten, wie Herz-Kreislauferkrankungen oder Krebs. Genaue Schätzungen liegen bislang nur für die USA vor. Nach einer Veröffentlichung von 2011 betrugen die genannten jährlichen Kosten dort etwa 560 bis 635 Milliarden US-Dollar.

## Schmerztherapie
Schmerztherapie erfolgt insbesondere durch Analgetika (Schmerzmittel). Schmerztherapie folgt in der Regel einem interdisziplinären Ansatz, sofern sie sich auf die Behandlung chronischer Schmerzen bezieht. Daran beteiligt sind neben Vertretern spezifischer organmedizinischer Fachrichtungen ggf. Fachleute aus Psychiatrie, Psychosomatik und Psychologie. An der sog. multimodalen Schmerztherapie sind mindestens zwei Fachdisziplinen beteiligt, die einen auf die Patienten zugeschnittenen Behandlungsplan erstellen und sie in die standardisierten Programme einarbeiten.

## Schmerzempfinden von Tieren
Das Schmerzempfinden von Tieren kann nur indirekt festgestellt werden. Es wurde kontrovers diskutiert und bis in die 1980er Jahre auch gelegentlich abgestritten. Zugrunde liegt oft ein Analogieschluss vom Menschen auf das Tier. Es ist schwierig, die subjektive Schmerzwahrnehmung von Einzeltieren unterschiedlicher Tierarten miteinander in Vergleich zu setzen oder gar zu quantifizieren. Bei Arten, die entfernter mit dem Menschen verwandt sind, weist der Aufbau des Nervensystems erhebliche Unterschiede gegenüber dem der Wirbeltiere auf (wie bei Weichtieren, Insekten), die Nervensysteme verschiedener Tierstämme sind nicht homolog. Viele niedere Tiere wie z. B. Insekten scheinen kein Schmerzempfinden zu besitzen.
Bei der Erforschung von Schmerzen der Menschen und deren Behandlung hat das Verständnis von Schmerzen bei Tieren eine große Bedeutung. Ein Beispiel hierfür ist die Entwicklung monoklonaler Antikörper zur Hemmung des Nervenwachstumsfaktors, der in der Schmerzphysiologie eine wichtige Rolle spielt. Es gibt in diesem Bereich bereits eine große Zahl vorklinischer und klinischer Studien, die – falls erfolgreich – zu einem völlig neuen Zweig von Schmerztherapien führen würden.

## Historische Schmerztheorien
In der Antike sah Aristoteles das Zentrum der Sinne im Herzen und dementsprechend lokalisierte er dort auch das Zentrum der Schmerzempfindung. Diese Theorie blieb durch die Rezeption von Aristoteles im Mittelalter über die Antike hinaus wirksam. Bei Hippokrates von Kos dagegen galt entsprechend der Humoralpathologie ein Ungleichgewicht von „Körpersäften“ (z. B. Blut, Lymphe, schwarze und gelbe Galle, Wasser) als Ursache von Schmerzen.
Man findet die antiken Schmerztheorien in ihren Hauptpositionen versammelt in Ciceros Schrift Tusculanae disputationes. Dort definiert Cicero den Schmerz als „rauhe Bewegung im Körper, die von den Sinnen abgelehnt wird“ (motus asper in corpore, alienus a sensoribus; Tusc. disp. II, 35), wonach der Schmerz kein seelischer Zustand ist. Eingehend kritisiert Cicero in den Büchern III und IV gemäß seiner Unterteilung von körperlichem Schmerz (dolor) und der spezifischen Emotion des Kummers (aegritudo) besonders die Lust- bzw. Schmerzlehre Epikurs wie auch die Schmerztheorie der Stoiker, weil beide Philosophenschulen nur kognitive Bewusstseinstechniken anempfehlen und deshalb den falschen Ansatzpunkt wählen. Kulturhistorisch bemerkenswert ist Ciceros Katalog (Tusc. disp. II, 34–41) von Personen, denen seiner Meinung nach tatsächlich ein Ertragen von Schmerzen gelingt: Spartaner, römische Soldaten, Jäger, Sportler, Gladiatoren.

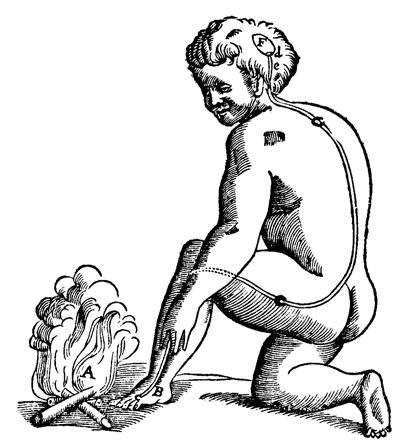
Illustration zu Descartes’ De homine

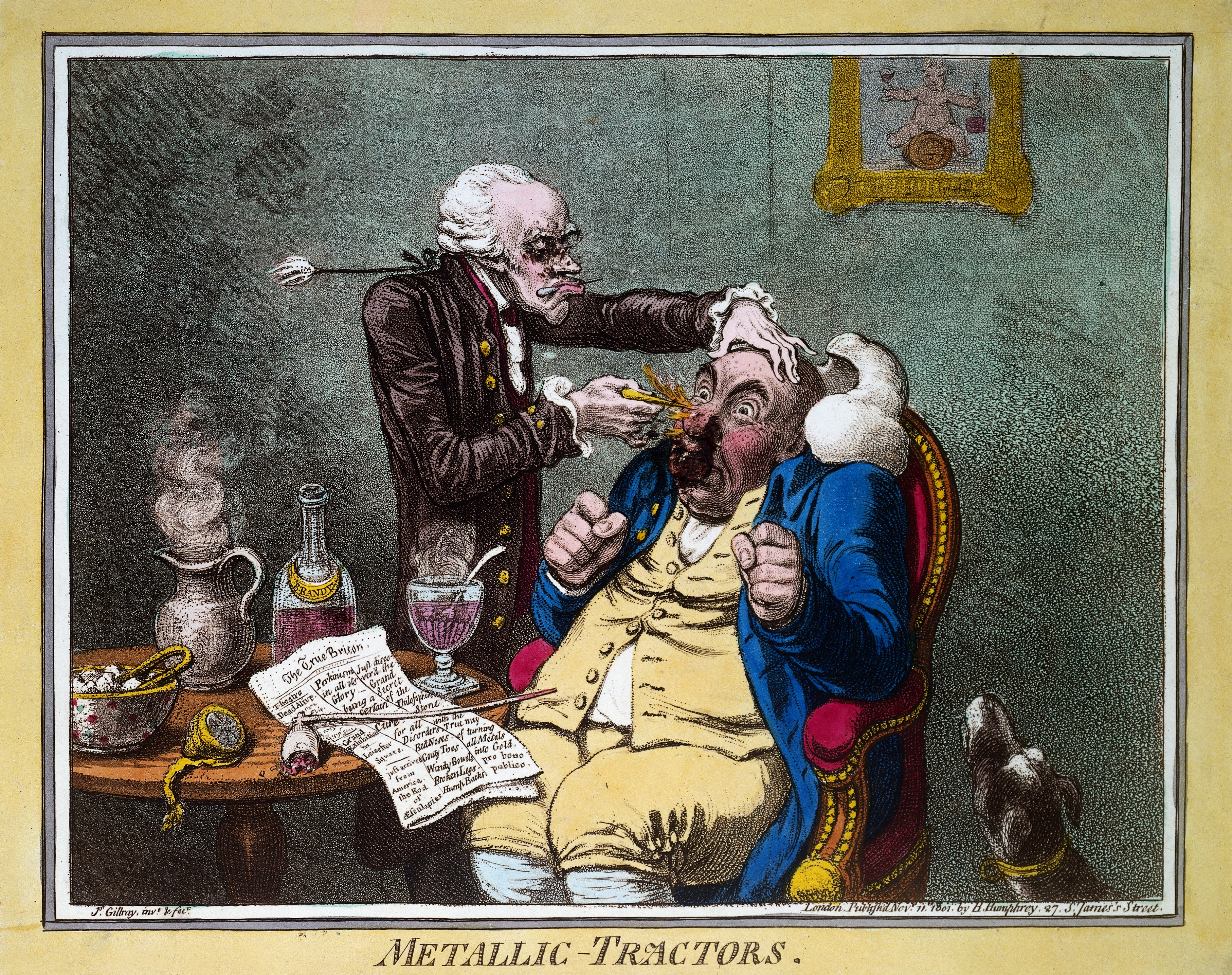
Anwendung von „Perkins-Traktoren“. Karikatur von James Gillray, 1801.

Im 17. und 18. Jahrhundert bestimmten mechanistische Erklärungen das Verständnis des Schmerzes. So erklärte Descartes in seinem Essay De homine die Schmerzleitung, indem er die Nerven mit einem Seil verglich, an dem eine Glocke hängt. Der Schmerzreiz (A) verursacht einen Zug am Nervenende (B), der über den Nerven-Seilzug (C) in das Gehirn (F) geleitet wird, wo der Zug als Schmerzsignal registriert wird. Er gab auch dem Auftreten von Phantomschmerzen erstmals eine physiologische Erklärung. Ihm zufolge entstünden diese, indem die am Amputationsstumpf endenden Nerven weiterhin funktionieren, als ob die Gliedmaßen noch intakt seien. Trotz solcher immerhin wissenschaftlicher Ansätze blieben bei der konkreten Behandlung von Schmerzen geradezu quacksalberische Methoden im Schwange, wie zum Beispiel das „Herausziehen“ von Schmerzen mit den von dem amerikanischen Arzt Elisha Perkins erfundenen und patentierten „Perkins-Traktoren“.
Im 19. Jahrhundert wurden in der Forschung neue Theorien zur Entstehung des Schmerzes formuliert. So stellte Moritz Schiff 1856 die „Spezifitätstheorie“ auf. Demnach ist Schmerz eine spezifische Sinneserfahrung, die über spezifische Nervenbahnen weitergeleitet wird. Dazu demonstrierte er 1858, dass Tastsinn und Schmerz auf verschiedenen Bahnen im Rückenmark verlaufen. Als Gegentheorie dazu entwickelte Wilhelm Heinrich Erb 1874 die „Summationstheorie“ (Intensitätstheorie), die besagt, dass jeder Reiz als Schmerz empfunden werden kann, sofern er nur entsprechend intensiv ist. Darin hatte er 1794 in Erasmus Darwin einen Vorläufer. Die Summationstheorie wurde 1889 durch Experimente von Bernhard Naunyn gestützt, die auch bewirkten, dass Alfred Goldscheider von der Spezifizitätstheorie zur Summationstheorie wechselte. Anfang der 1890er Jahre vertraten vor allem Physiologen wie Maximilian von Frey und klinische Ärzte die Spezifizitätstheorie – von Frey meinte 1896 spezifische Schmerzpunkte in der Haut (die er mit freien Nervenenden identifizierte) gefunden zu haben, unabhängig von Sensoren für Hitze, Kälte oder Tastsinn. Die Intensitätstheorie wurde vor allem von Psychologen vertreten. Nach den Experimenten von Max von Frey und Henry Head wurde am Ende des 19. Jahrhunderts die Spezifitätstheorie dominierend, auch wenn in theoretischen Arbeiten auch im 20. Jahrhundert nach wie vor immer wieder die Summationstheorie vertreten wurde, zum Beispiel in der Mustertheorie. Eine Synthese beider Standpunkt erfolgte in der Gate-Control-Theory (1965), die eine Umwälzung auf theoretischem Gebiet bewirkte, auch wenn sie in Details korrigiert wurde. Eine historische Übersicht zur Theorieentwicklung wurde 2013 veröffentlicht.

## Schmerz und Leid in der Religion
Innerhalb der christlichen Traditionen wird der Schmerz in den Zusammenhang mit Sünde und Schuld gestellt, da der ursprüngliche Schöpfungsplan Gottes keinen Ort für Schmerz vorsieht. Nach Lehre der christlichen Theologie besaßen die Menschen im Paradies übernatürliche Gaben der vollen Unversehrtheit und Gesundheit (dona integritatis, im Einzelnen das donum immortalitatis, impassibilitatis, scientiae, perfecti dominii), z. B. auch eine Freiheit von Leiden des Leibes und vom äußeren Unglück (donum impassibilitatis; vgl. Augustinus, De civitate dei XIV 10,26; Thomas von Aquin, Summa theologiae I, qu. 97, art. 2). Erst durch den vom Menschen begangenen Sündenfall tritt der Schmerz bzw. die Schmerzempfänglichkeit in die Welt des Menschen ein. Im Christentum verweist man zum Verständnis und zur Bewältigung des Schmerzes, dem auch immer ein Moment des Unverstehbaren anhaftet, auf die Leiden Christi, das Leiden der Gottesmutter Maria (vgl. bes. die Sequenz Stabat mater dolorosa), auf biblische Vorbilder (besonders Hiob) sowie auf das Vorbild der Heiligen und Märtyrer. Eine christliche Sonderausformung ist die Leidensmystik.
Der römisch-katholische Papst Johannes Paul II., der selber zum Lebensende hin schwer erkrankte, verfasste 1984 das Apostolische Schreiben „Salvifici doloris. Über den christlichen Sinn des menschlichen Leidens“ als theologische Meditation, die heilbringende Kraft des Leidens erklärend.
Bei der Initiation, einem Aufnahmeritual traditioneller Gesellschaften, kann das Ertragen von zugefügtem Schmerz unverzichtbar sein und als etwas Befreiendes empfunden werden, da es den Initianden in die Gruppe der Eingeweihten aufnimmt. Die Hamar in Südäthiopien sind ein Volk, das sich durch kollektives Zufügen von Schmerzen seiner kulturellen Identität versichert.
Die jüdische Kultur kennt z. B. den Begriff des Tzar Gidul Banim, der den Schmerz und die Anspannung bezeichnet, von der Eltern, die Kinder aufziehen, alltäglich begleitet werden, etwa über Krankheiten, den Tod oder die Insubordination dieser Kinder.